# Макдоннелл, Леверн
Ле́верн Энн МакДо́ннелл (англ. Leverne Ann McDonnell; 27 июня 1963 — 15 марта 2013, Мельбурн, Виктория, Австралия) — австралийская актриса и кинопродюсер.

## Биография
Леверн Энн МакДоннелл родилась 27 июня 1963 года.
Леверн провела три года в качестве члена молодёжного театра танца «Energy Connection» в Аделаиде (штат Южная Австралия, Австралия), до тех пор пока она не поступила в «Национальный институт драматического искусства» в Сиднее (штат Новый Южный Уэльс, Австралия), который она окончила в 1985 году.

## Карьера
В 1982—2009 года Леверн сыграла в 27-ми фильмах и телесериалах. В последние несколько лет жизни МакДоннелл мало снималась, а в итоге и перестала вообще из-за проблем со здоровьем.
В 1997 году Леверн помогла при съёмках фильма «Последний из Райанов».
В 2008 году Леверн спродюсировала фильм «Четыре вида», в котором она также сыграла роль Джины Старрок.

## Смерть
49-летняя Леверн скончалась 15 марта 2013 года после продолжительной борьбы с раком в Мельбурне (штат Виктория, Австралия). В 2014 году вышел посмертный документальный фильм о жизни и смерти Леверн МакДоннелл «All in Her Stride» режиссёра Фионы Кокрейн, в котором она выступила  сопродюсером.

## Избранная фильмография
актриса
| Год  |   | Русское название     | Оригинальное название | Роль          |
| ---- | - | -------------------- | --------------------- | ------------- |
| 1993 | ф | Аморальное поведение | Gross Misconduct      | Мириам        |
| 1997 | ф | Оскар и Люсинда      | Oscar and Lucinda     | мисс Малкольм |
| 2008 | ф | Четыре вида          | Four of a Kind        | Джина Старрок |

продюсер
- 2008 — «Четыре вида[англ.]» / Four of a Kind

член дополнительной группы
- 1997 — «Последний из Райанов» / The Last of the Ryans